# バプティズム (レニー・クラヴィッツのアルバム)
『バプティズム』（Baptism）は、レニー・クラヴィッツが2004年に発表した7作目のスタジオ・アルバム。日本で先行発売された。

## 背景
クラヴィッツは当初、本作を「カラフルで1970年代ファンク風のスタイルのレコード」にしようと考えていたが、曲作りを進めていくうちに気が変わり、最終的には簡素なロック・アルバムに仕上がったという。ゲスト・サクソフォーン奏者のデイヴィッド・サンボーンは、クラヴィッツの愛聴盤であるデヴィッド・ボウイのアルバム『ヤング・アメリカンズ』（1975年）にも参加していた。
収録曲「ストーム」は、クラヴィッツがマイケル・ジャクソンに提供した曲「アナザー・デイ」の別ヴァージョンで、本作のヴァージョンにはジェイ・Zがゲスト参加した。なお、クラヴィッツは本作に先がけて、ジェイ・Zのアルバム『The Blueprint 2: The Gift and the Curse』（2002年）にゲスト・ギタリストとして参加した。また、ジャクソンのヴァージョンは未発表となっていたが、ジャクソンの没後の2010年1月にインターネット上で音源がリークされており、最終的には同年12月発売の未発表音源集『MICHAEL』に「アイ・キャント・メイク・イット）アナザー・デイ」というタイトルで収録された。

## 反響・評価
母国アメリカでは合計33週にわたりBillboard 200入りして、最高14位を記録し、自身7作目の全米トップ40アルバム（ベスト・アルバムも含む）となった。オランダのアルバム・チャートでは合計34週トップ100入りし、最高3位を記録して、『ママ・セッド』（1991年）以降、ベスト・アルバムも含めれば7作連続で同国におけるトップ10アルバムとなった。一方、イギリスではセールス的に成功を収められず、2004年5月29日付の全英アルバムチャートで初登場74位となるにとどまり、翌週にはトップ100圏外に落ちた。
Stephen Thomas Erlewineはオールミュージックにおいて5点満点中1.5点を付け「アルバム全体において、彼の音楽が完全に摩耗したかのように響く」「『サーカス』と同じ、一時的なスランプであってほしい」と評している。

## 収録曲
特記なき楽曲は作詞・作曲：レニー・クラヴィッツ。
1. ミニスター・オブ・ロックンロール / Minister of Rock 'n Roll - 3:34
  - 作詞：レニー・クラヴィッツ／作曲：レニー・クラヴィッツ、クレイグ・ロス
2. アイ・ドント・ウォント・ビー・ア・スター / I Don't Want to Be a Star - 4:25
3. レイディ / Lady - 4:15
  - 作詞：レニー・クラヴィッツ／作曲：レニー・クラヴィッツ、クレイグ・ロス
4. コーリング・オール・エンジェルズ / Calling All Angels - 5:12
5. カリフォルニア / California - 2:36
6. シスタママラヴァー / Sistamamalover - 4:29
7. ホエア・アー・ウィ・ランニン? / Where Are We Runnin'? - 2:41
  - 作詞：レニー・クラヴィッツ／作曲：レニー・クラヴィッツ、クレイグ・ロス
8. バプタイズド / Baptized - 4:48
  - 作詞：レニー・クラヴィッツ、ジェリー・デヴォー／作曲：レニー・クラヴィッツ、ジェリー・デヴォー、テリー・ブリテン
9. フラッシュ / Flash - 4:12
10. ホワット・ディッド・アイ・ドゥ・ウィズ・マイ・ライフ? / What Did I Do with My Life? - 4:04
11. ストーム / Storm - 3:58
  - 作詞：レニー・クラヴィッツ、ショーン・カーター／作曲：レニー・クラヴィッツ
12. ジ・アザー・サイド / The Other Side - 4:50
13. デスティニー / Destiny - 5:00
  - 作詞・作曲：レニー・クラヴィッツ、ライオネル・リッチー

### 日本盤ボーナス・トラック
1. アンチャーテッド・テレイン / Uncharted Terrain - 4:27

## 参加ミュージシャン
- レニー・クラヴィッツ - ボーカル、エレクトリック・ギター、アコースティック・ギター、ピアノ、ハモンドオルガン、モーグ・シンセサイザー、メロトロン、クラビネット、ベース、ドラムス、ティンパニ、ウッドブロック、手拍子、ストリングス・アレンジ
- ジェイ・Z - ラップ(on #11)
- クレイグ・ロス - エレクトリック・ギター(on #3, #6, #7, #10, #12, #14)、ギター・ソロ(on #9)、ドラムス(on #3, #7)、ピアノ(on #3)、タンバリン(on #7)
- デヴィッド・バロン - バリトン・サクソフォーン(on #3)、ストリングス・アレンジ(on #4)
- ヘンリー・ハーシュ - ベース(on #3)、ピアノ(on #7)
- デイヴィッド・サンボーン - サクソフォーン(on #9, #10, #12)
- タワサ・エイジー - バックグラウンド・ボーカル(on #8)
- Uncle Bruce, Uncle Hans, Uncle Craig - 手拍子(on #6)
- Tyra Alston, Denine LaBat, David Whyko, Norma Rodgers - 手拍子(on #8)